# Distrikt Morales
Der Distrikt Morales liegt in der Provinz San Martín in der Region San Martín in Nord-Peru. Der Distrikt hat eine Fläche von 50,6 km². Beim Zensus 2017 lebten 38.499 Einwohner im Distrikt. Im Jahr 1993 betrug die Einwohnerzahl 14.241, im Jahr 2007 23.561. Die Distriktverwaltung befindet sich in der 283 m hoch gelegenen Stadt Morales mit 30.708 Einwohnern (Stand 2017). Morales bildet den nordwestlichen Teil des Ballungsraums der Provinzhauptstadt Tarapoto und ist knapp 3 km von deren Stadtzentrum entfernt.

## Geographische Lage
Der Distrikt Morales liegt in einer Beckenlandschaft in den östlichen Anden im äußersten Westen der Provinz San Martín. Die Längsausdehnung in SSW-NNO-Richtung beträgt etwa 11,5 km. Der Río Cumbaza, linker Nebenfluss des Río Mayo, durchfließt den Nordosten des Distrikts. 
Der Distrikt grenzt im Südwesten an den Distrikt Cuñumbuqui (Provinz Lamas), im Nordwesten an den Distrikt Cacatachi, im Nordosten an den Distrikt San Antonio, im Osten an den Distrikt Tarapoto sowie im Süden an den Distrikt Juan Guerra.